# Norma San Leonardo Club de Fútbol
El Norma de San Leonardo Club de Fútbol es un equipo de fútbol de España, de la villa de San Leonardo de Yagüe en Soria. Fue fundado en 1967 y refundado en 1991 y juega en la Primera División Provincial de Soria

## Historia
El Norma de San Leonardo Club de Fútbol se fundó en 1967 hasta que a finales de los 80 desapareció unas temporadas y reapareció en el 1991. Tras ascender varias divisiones regionales, en la temporada 1998-99 debuta en la Tercera división española, categoría que abandonó la temporada 2010-2011. En la actualidad juega en Provincial.
En todas las temporadas disputadas por el equipo soriano consiguió permanecer entre las 10 primeras posiciones e incluso estuvo a punto de ascender en la temporada 2003-04 a Segunda B, aunque perdió la eliminatoria frente al CDA Navalcarnero.

## Uniforme
- Uniforme titular: Camiseta roja, pantalón azul y medias azules.

- Uniforme alternativo: Camiseta amarilla, pantalón amarillo y medias amarillas.

## Estadio
El Norma San Leonardo CF juega en el Estadio El Pontón, fue inaugurado en 1991, tiene capacidad para 500 personas. El terreno de juego es de césped natural y sus dimensiones son de 102 x 50 m .
Se encuentra en la Ctra. Vilviestre.

### Otras instalaciones
Anexo Estadio El Pontón.

## Datos del club
- Temporadas en 1.ª: 0
- Temporadas en 2.ª: 0
- Temporadas en 2.ªB: 0
- Temporadas en 3.ª: 8
- Temporadas en Regional:
- Temporadas en Provincial:
- Mejor puesto en la liga: 2.º (Tercera división española temporada 2003-04)
- Peor puesto en la liga: 9.º (Tercera división española temporadas: 2001-02 y 2002-03)
- Puesto actual clasificación histórica 3.ª división de España: 436

### Serie A
Grupo A1
Equipos:
| - C.C.D. Cerceda (1.º del Grupo I ) - Norma San Leonardo C.F. (2.º del Grupo VIII ) | - R. Sporting de Gijón "B" (3.º del Grupo II ) - C.D.A. Navalcarnero (4.º del Grupo VII ) |

Primera eliminatoria:
| 6 de junio de 2004 19:00 (CET) | C.D.A. Navalcarnero | 1-0 | C.C.D. Cerceda | Municipal Mariano González, Navalcarnero |  |

| 12 de junio de 2004 18:00 (CET) | C.C.D. Cerceda | 0-0 | C.D.A. Navalcarnero | Estadio de O Roxo, Cerceda |  |

| Paso a siguiente eliminatoria: C.D.A. Navalcarnero |

| 6 de junio de 2004 12:00 (CET) | R. Sporting de Gijón "B" | 1-0 | Norma San Leonardo C.F. | Escuela de fútbol de Mareo, Gijón |  |

| 12 de junio de 2004 18:00 (CET) | Norma San Leonardo C.F. | 5-1 | R. Sporting de Gijón "B" | Estadio El Pontón, San Leonardo de Yagüe |  |

| Paso a siguiente eliminatoria: Norma San Leonardo C.F. |

Segunda eliminatoria:
| 20 de junio de 2004 18:30 (CET) | C.D.A. Navalcarnero | 1-0 | Norma San Leonardo C.F. | Municipal Mariano González, Navalcarnero |  |

| 26 de junio de 2004 18:00 (CET) | Norma San Leonardo C.F. | 2-1 | C.D.A. Navalcarnero | Estadio El Pontón, San Leonardo de Yagüe |  |

| Ascenso a Segunda División B: C.D.A. Navalcarnero |